# Listen

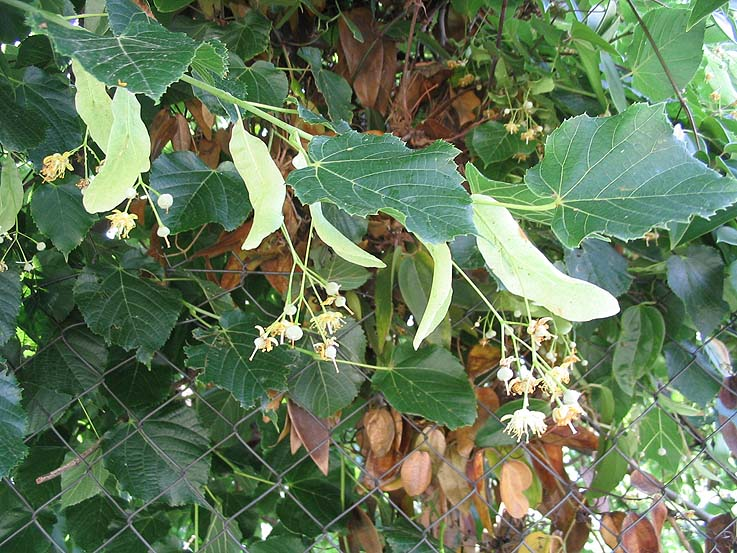
Na tomto obrázku lípy si můžete povšimnout listenů, což jsou dlouhé světlé lístky, které se zde přidružují ke každému květu (plodu)

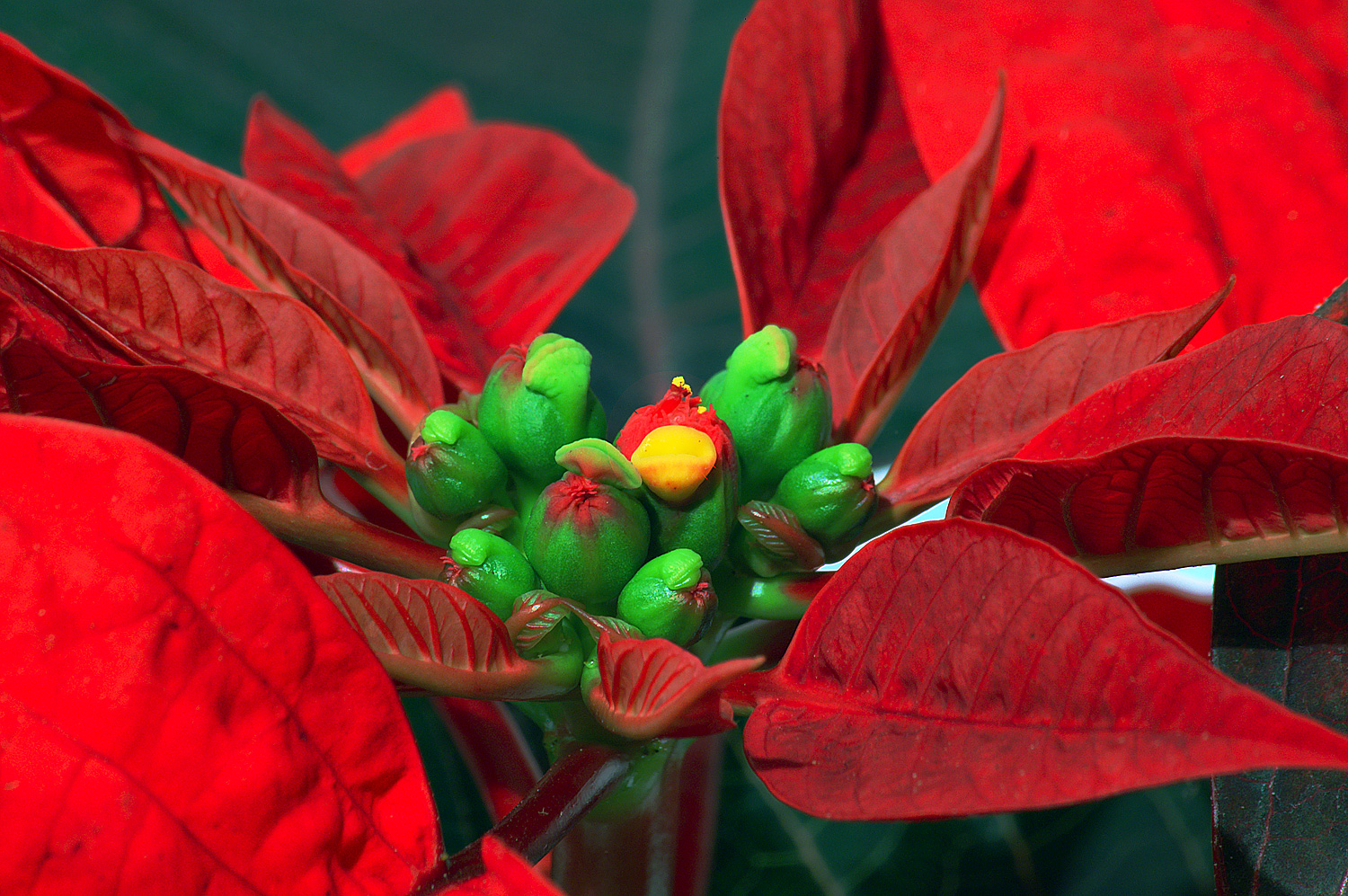
Detail květů mezi zabarvenými listeny Euphorbia pulcherrima

Listen (bractea) je metamorfovaný (přeměněný) list, z jehož úžlabí vyrůstají květy nebo větve květenství. Často se významně liší od podoby, kterou mají běžné fotosyntetizující listy daného rostlinného druhu. Listeny se nevyskytují u každého rostlinného druhu.
Na následujících obrázcích „Vánoční hvězdy“ neboli Poinsettie (pryšec nádherný, Euphorbia pulcherrima) je vidět, že to, co zdáli působí jako mohutné červené okvětní plátky květů nebo jazykovité květy v květenství, jsou ve skutečnosti přeměněné listy, listeny.

## Listenec
Listenec čili brakteola (lat. bracteola) je drobný listen na stopce, zpravidla párový (např. u violky).